# K.G.F: Chapter 2
Série
K.G.F: Chapter 1
(2018)
Pour plus de détails, voir Fiche technique et Distribution.
K.G.F: Chapter 2 est un film indien réalisé par Prashanth Neel, sorti en 2022.

## Synopsis
Les mines de Kolar Gold Fields (KGF) ont désormais un nouveau maître, Rocky, qui doit se battre pour conserver sa position.

## Fiche technique
- Titre : K.G.F: Chapter 2
- Réalisation : Prashanth Neel
- Scénario : Prashanth Neel
- Musique : Ravi Basrur
- Photographie : Bhuvan Gowda
- Montage : Ujwal Kulkarni
- Production : Sunilbharthi Goswami, Chaluve Gowda et Vijay Kiragandur
- Société de production : Hombale Films
- Société de distribution : Desi Entertainment Paris (France)
- Pays :  Inde
- Genre : Action, drame, thriller et film de gangsters
- Durée : 166 minutes
- Dates de sortie : 
  -  Inde : 14 avril 2022

## Distribution
- Yash : Rocky
- Sanjay Dutt : Adheera
- Raveena Tandon : Ramika Sen
- Srinidhi Shetty : Reena
- Achyuth Kumar : Guru Pandian
- Prakash Raj : Vijayendra Ingalgi
- Rao Ramesh : Kanneganti Raghavan
- Malavika Avinash : Deepa Hegde
- T. S. Nagabharana : Srinivas
- Easwari Rao : Fathima
- Archana Jois : Shanthamma
- Harish Rai : Khasim
- Ayyappa P. Sharma : Vanaram
- Balakrishna : Inayat Khalil
- Saran Shakthi : Farmaan
- B. S. Avinash : Andrews
- Lakki Lakshman : Rajendra Desai
- Vasishta N. Simha : Kamal
- Dinesh Mangaluru : Shetty
- Tarak Ponnappa : Daya
- Vinay Bidappa : Virat
- Ashok Sharma : Anand Ingalgi jeune
- Mohan Juneja : Nagaraju
- John Kokken : John
- Krishnappa Kgf : le père de Rocky
- Srinivasa Murthy : Narayan

## Distinctions
Le film a été nommé et a remporté deux National Film Awards : meilleur film en langue kannada et meilleures cascades.